# Arhytis maculiscutis
Arhytis maculiscutis är en stekelart som först beskrevs av Cameron 1907.  Arhytis maculiscutis ingår i släktet Arhytis och familjen brokparasitsteklar. Inga underarter finns listade.